# Ива Виденова
Ива Николова Виденова е българска шахматистка, международен майстор за жени от 2010 година и гросмайстор за жени от 2011 година. През 2015 г. получава и званието международен майстор за мъже.  Виденова е трикратна републиканска шампионка – през 2012, 2013 и 2014.
Започва да се занимава с шах на 4-годишна възраст, на 13 години участва в първия си турнир. През 2002 година е шампионка на републиканското индивидуално първенство за девойки до 16-годишна възраст.
През 2006 г. е шампионка за девойки до 20 години.  Завършва Национална спортна академия „Васил Левски“ – шахмат.
През 2007 и 2008 г. е шампионка на България за жени по блиц.  През 2007 Виденова печели и златен медал на Chessdom Challenge Cup.  През 2008 година печели бронзов медал на държавния шампионат, 4-то място през 2009 г., 3-то през 2010 г., а през 2012 и 2013 г. е държавен шампион за жени. Към 2014 г. Виденова се състезава за ШК „Локомотив-2000“ Пловдив с който е двукратна отборна шампионка на България.
С националния отбор на България участва в 4 шахматни олимпиади за жени – в Ханти Мансийск през 2010 г., в Истанбул през 2012 г., в Тромсьо през 2014 г. и в Баку през 2016 г.
През 2011 г. печели бронзов медал от Европейското първенство за жени в Порто Карас. 
Към януари 2017 г. се състезава за SK Schwäbisch Hall (ШК Швебиш Хал от едноименния град) в германската шахматна Бундеслига и с ЕЛО от 2370 е на второ място в България, 69-о в Европа и 98-о в света.  Също така е треньор по шахмат спрямо регистъра на спортно-педагогическите кадри на Министерството на младежта и спорта. 

## Дебюти
В 36% от партиите си с белите и 45% от партиите си с черните играе Сицилианска защита.